# Торкин
Торкин — хутор в Погарском районе Брянской области в составе Витемлянского сельского поселения.

## География
Находится в южной части Брянской области на расстоянии приблизительно 7 км на юго-восток по прямой от районного центра города Погар.

## История
Возник не позднее первой половины XIX века. В 1859 году здесь (хутор Стародубского уезда Черниговской губернии) было учтено 13 дворов, в 1892 — 52. На карте 1941 года отмечен как поселение с 50 дворами.

## Население
Численность населения: 134 человека (1859 год), 358 человека в 1892 году, 653 в 1926 году, 95 (русские 100 %) в 2002 году, 45 в 2010.